# 17e Panzerdivision
La 17e Panzerdivision était une division blindée de la Wehrmacht durant la Seconde Guerre mondiale. Elle a été créée le 1er novembre 1940. Cette division ne doit pas être confondue avec la 17e Panzer grenadier division SS.

## Emblèmes divisionnaires

Emblème de la 17e Panzerdivision
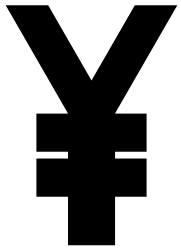
Emblème de la 17e Panzerdivision

## Histoire
Dans le cadre des plans de Hitler visant à doubler le nombre de Panzerdivisions après la campagne de France, les éléments de la 27e division d'infanterie et les blindés des unités de réserves des 4e et 33e Panzer-Regiment sont restructurés pour former la 17e Panzerdivision, en novembre 1940, à Augsbourg, en Allemagne.
À la veille de l'opération Barbarossa, la 17e Panzerdivision comptait 192 blindés :
- 12 PzKpfw I,
- 44 PzKpfw II,
- 106 PzKpfw III (50 mm),
- 20 PzKpfw IV,
- 10 PzBef (chars de commandement)

Les premiers fait d'armes de la division ont consisté à participer, au sein du 2e Panzergruppe de Guderian, aux premiers combats de l'opération Barbarossa  en juin 1941 dans le secteur centre, à la prise de Smolensk et à la bataille de Kiev puis à celle de Moscou.
Elle participe à l'offensive de l'été 1942, l'Opération Fall Blau (Plan Bleu)[réf. nécessaire] . Puis en décembre 1942, au sein de la 4. Panzerarmee, elle participe à l'opération Wintergewitter (tempête d'hiver), tentative infructueuse de briser l'encerclement de la 6e Armée à Stalingrad, à la défense de Rostov puis à la contre-attaque de Kharkov.
À l'été 1943, elle prend part à la bataille de Koursk au sein de la 1. Panzerarmee, suivie de la retraite à travers l'Ukraine jusqu'au Dniepr.

Réattachée à la 4e PanzerArmee, elle combat dans la poche de  Tcherkassy début 1944 et réussit à s'en échapper. Ballotée entre la 4e puis la 1er et de nouveau la 4e PanzerArmee, la 17e Panzerdivision continuera sa retraite en Pologne et combattra dans les secteurs d'Opatov, Chmielnik et de Kielce. En novembre, elle est mise en réserve pour se reconstituer.
Début 1945, elle fait face au rouleau compresseur soviétique dans la tête de pont russe de Baranow. Réduite à l'état d'un Kampfgruppe, elle se retrouve en Moravie où elle finit par se rendre à l'ouest de Görlitz aux troupes soviétiques fin avril 1945.

## Commandants
| Début             | Fin               | Grade                     | Nom                               |
| ----------------- | ----------------- | ------------------------- | --------------------------------- |
| 1er novembre 1940 | 17 juillet 1941   | Generalmajor              | Karl Ritter von Weber (en)        |
| 17 juillet 1941   | 15 septembre 1941 | General der Panzertruppen | Wilhelm Ritter von Thoma          |
| 15 septembre 1941 | 11 novembre 1941  | Generaloberst             | Hans-Jürgen von Arnim             |
| 11 novembre 1941  | 10 octobre 1942   | Generalleutnant           | Rudolf-Eduard Licht               |
| 10 octobre 1942   | 16 juin 1943      | General der Panzertruppen | Fridolin von Senger und Etterlin  |
| 16 juin 1943      | 21 juillet 1943   | Generalleutnant           | Walter Schilling                  |
| 21 juillet 1943   | 20 septembre 1944 | Generalleutnant           | Karl-Friedrich von der Meden (en) |
| 20 septembre 1944 | 2 décembre 1944   | Generalmajor              | Rudolf Demme                      |
| 2 décembre 1944   | 19 janvier 1945   | Oberst                    | Albert Brux                       |
| 1er février 1945  | 8 mai 1945        | Generalmajor              | Theodor Kretschmer                |

## Ordre de batailles

### Composition en mars 1941
- Schutzen-Brigade 17
  - Schutzen-Regiment 40
  - Schutzen-Regiment 63
- Panzer-Regiment 39 
  - Panzer-Abteilung I
  - Panzer-Abteilung II
- Kradschutze-Bataillon 17
- Auklarung-Abteilung 27
- Artillerie-Regiment 27
  - Artillerie-Abteilung I
  - Artillerie-Abteilung II
  - Artillerie-Abteilung III
- Panzerjüger-Abteilung 27
- Pionier-Abteilung 27
- Naschr-Abteilung 27
- Versorgungsdienste 27

### Composition en mars 1943
- Panzergrenadier-Regiment 40
- Panzergrenadier-Regiment 63
- Panzer-Regiment 39
  - Panzer-Abteilung I
  - Panzer-Abteilung II
- Auklarung-Abteilung 17
- Artillerie-Regiment 27
  - Artillerie-Abteilung I
  - Artillerie-Abteilung II
  - Artillerie-Abteilung III
- Flak-Abteilung 297
- Panzerjager-Abteilung 27
- Pionier-Abteilung 27
- Naschr-Abteilung 82
- Versorgungsdienste 27

## Théâtres d'opérations
- novembre 1940 - juin 1941
  - Allemagne
- juin 1941 - novembre 1942
  - Front de l'Est - secteur central
    - Opération Barbarossa
    - Bataille de Moscou
- novembre 1942 - mars 1944
  - Front de l'Est - secteur sud
  - Bataille de Stalingrad
  - Bataille de Koursk
- mars 1944 - août 1944
  - Front de l'Est - secteur central
- août 1944 - mars 1945
  - Pologne
- mars 1945 - mai 1945
  - Allemagne de l'Est

## Récompenses
- 26 membres de la 17e Panzerdivision sont Chevalier de la Croix de fer.
- 2 sont titulaires de la Croix de chevalier de la Croix de fer avec feuilles de chêne.